# Главица (Липљан)
Главица (алб. Gllavicë) је насеље у општини Липљан, Косово и Метохија, Република Србија.

## Географија
Главица се налази на 577 метара надморске висине, и то на координатама 42° 29′ 22" северно и 21° 11′ 57" источно.
Налази се на двадесет и један километар од Приштине.

## Демографија
| Етнички састав према попису из 1981.‍ | Етнички састав према попису из 1981.‍ | Етнички састав према попису из 1981.‍ | Етнички састав према попису из 1981.‍ | Етнички састав према попису из 1981.‍ |
| ------------------------------------ | ------------------------------------ | ------------------------------------ | ------------------------------------ | ------------------------------------ |
|                                      |                                      |                                      |                                      |                                      |
| Албанци                              | Албанци                              |                                      | 240                                  | 99,58%                               |
| непознато                            | непознато                            |                                      | 1                                    | 0,41%                                |

| Демографија | Демографија | Демографија |
| Година      | Становника  | Становника  |
| ----------- | ----------- | ----------- |
| 1948.       | 132         |             |
| 1953.       | 189         |             |
| 1961.       | 209         |             |
| 1971.       | 228         |             |
| 1981.       | 241         |             |
| 1991.       | 344         |             |